# مصنع قازان للمروحيات
مصنع كازان للمروحيات هو شركة مُصنعه روسى ة للمروحيات. فهى أحد أكبر مُصنعى المروحيات في العالم.
الشركة تنتج الميل-8 والميل-17 المشهورتين. وهي المنتج الوحيد المصدق عليه لإنتاج النسخة العسكرية من المروحية ميل-17. وتنتج أيضَا مروحيات التجارب ميل-38، ذلك بالإضافة لمنتجات الشركة نفسها مثل مروحيات فائقة الخفة آنسات، وأكسيا. الميل-8 والميل-17 كسبتا ثقة في أكثر من 50 دولة مستخدمه.

## وصلات خارجية
- موقع الشركة الإلكترونى نسخة محفوظة 27 نوفمبر 2012 على موقع واي باك مشين.